# Сукарно-Хатта
Международный аэропорт Сукарно Хатта (индон. Bandar Udara Internasional Soekarno–Hatta, англ. Soekarno-Hatta International Airport) — аэропорт, расположенный в городе Тангеранге (провинция Бантен Индонезии). Обслуживает район мегаполиса Джакарта. Расположен в 20 км от центра города. Код IATA — CGK происходит от второго названия аэропорта Cengkareng (название района Ченгкаренг на северо-западе Джакарты), часто употребляемого местными жителями. Название Сукарно — Хатта в честь первого президента Индонезии Сукарно и первого вице-президента Мухамеда Хатта.

## История
Автор проекта — французский архитектор Поль Андрё.
Аэропорт начал работать 1 мая 1985 года.
В 1992 году был построен второй терминал аэропорта, а в 2009 году был открыт третий терминал аэропорта. В 2011 году терминал стал принимать международные рейсы. Первоначально он предназначался для обслуживания лоукостеров. В 2018 году был построен новый терминал, который стал частью третьего. Планируется строительство четвёртого терминала. По плану он будет иметь пропускную способность 45 миллионов пассажиров в год, что больше, чем терминал № 3, который имеет ежегодную пропускную способность 25 миллионов пассажиров.

## Описание
Площадь аэропорта составляет 18 км², аэропорт имеет две независимые взлетно-посадочные полосы. В аэропорту три пассажирских терминала (1, 2, 3). В терминале 1 обслуживаются внутренние рейсы авиакомпании Indonesian airlines, а сам терминал разделен на три сектора 1А, 1В и 1С. Терминал 2 обслуживает международные рейсы и состоит из трех секторов 2E, 2F и 2D. Законченная и введенная в эксплуатацию в апреле 2009 году часть терминала 3 используется для рейсов авиакомпаний AirAsia и Mandala Airlines. Полное окончание строительства терминала 3 планируется на 2020 году.
Терминалы 1 и 2 — два симметричных полукруглых здания, расположенных напротив друг друга. Длина перехода между двумя противоположными выходами на посадку в противоположных концах терминала 2 составляет 940 метров. Сами терминалы расположены друг от друга на расстоянии в среднем 1,5 километра, между терминалами проходят крупные загруженные автомагистрали. Для перевозки пассажиров между терминалами курсирует автобус. Терминал 3 (Т3) расположен на одной стороне с терминалом 2.
В аэропорту при вылете взималась стоимость услуг аэропорта. По состоянию на 2017 год платеж включен в стоимость билета и с пассажира отдельно не взимается. В том числе и при перелете бюджетной авиакомпанией.
Годовое количество пассажиров в 2008 и 2009 годах составило около 32 млн пассажиров, в 2009 году — около 33 млн пассажиров, 2013 году — 59,7 млн пассажиров.
В аэропорту есть поле для гольфа, гостиница, пять залов ожидания, торговые зоны.
Добраться до аэропорта из города можно на автобусе, такси или железнодорожном транспорте.

## Инциденты
- 28 октября 1997 года пассажирский самолёт Fokker F-28 Fellowship 3000 Trigana Air Service вернулся в аэропорт из-за задымления на борту. Самолёт получил серьёзные повреждения. Никто из 63 человек на борту не погиб[4].
- 23 января 2003 года Boeing 737 авиакомпании Star Air приземлился в 500 м от начала ВПП, получил повреждения шасси и фюзеляжа. Никто из 163 человек на борту не погиб[5].
- 27 апреля 2003 года в кафе, расположенном во втором терминале зале вылета внутренних авиалиний, прогремел взрыв. Пострадали 11 человек[6].
- 11 августа 2003 года Fokker F-28 Fellowship 3000R, принадлежащий авиакомпании Garuda Indonesia, сломал шасси при посадке. Никто из 24 человек на борту не пострадал[7].
- 9 марта 2009 года самолёт MD-90 Lion Air сошёл с полосы, развернулся и сломал шасси. На борту находились 172 человека. Никто не пострадал[8].
- 29 октября 2018 года через несколько минут после взлёта в Яванском море разбился Boeing 737 MAX 8. Все 189 человек, находившихся на борту, погибли.
- 9 января 2021 года, через 4 минуты после взлёта разбился Boeing 737-500 Sriwijaya Air.

## Награды
- В 1995 году озеленение аэропорта Сукарно-Хатта было удостоено премии Ага Хана за архитектуру как один из лучших примеров гармоничной интеграции павильонов здания аэровокзала с тропическим садом[9].
- Международный аэропорт Сукарно-Хатта занял четвёртое место в списке Skytrax World’s Most Improved Airport 2014, составленном на основе опросов 12,85 млн пассажиров из 110 стран[10].
- В 2017 году Международный аэропорт Сукарно-Хатта занял первое место в рейтинге Skytrax World’s Most Improved Airport 2017[11].